# Venonia infundibulum
Venonia infundibulum är en spindelart som beskrevs av Yoo och Volker W. Framenau 2006. Venonia infundibulum ingår i släktet Venonia och familjen vargspindlar.
Artens utbredningsområde är Northern Territory, Australien. Inga underarter finns listade.